# Turismo reproductivo
El turismo reproductivo, también conocido como turismo de fertilidad, es un tipo de turismo médico que consiste en viajar a un país extranjero para someterse a un tratamiento de fertilidad.
Aunque esta práctica permite combinar la atención médica con el turismo, la Sociedad Europea de Reproducción Humana y Embriología llegó a la conclusión de que el turismo no es la principal preocupación de estos pacientes, sino más bien la “atención transfronteriza”. Es por eso que, desde hace varios años, los expertos prefieren el término “atención reproductiva transfronteriza” (CBRC, por sus siglas en inglés) para describir el proceso por el cual las personas viajan al extranjero con el objetivo de recibir un tratamiento de fertilidad.
La razón de estos viajes suele estar relacionada con la imposibilidad de realizar el tratamiento deseado en el país de origen, su elevado costo y baja accesibilidad, la existencia de una legislación muy restrictiva al respecto, la búsqueda de un tratamiento de mejor calidad, evitar las largas listas de espera, etc…
Según el tipo de atención requerida, el presupuesto y otros muchos factores a tener en cuenta, los viajes pueden ser desde corta distancia (viajes dentro de la comunidad europea, por ejemplo) hasta intercontinentales. Además, el flujo de pacientes no es unidireccional (desde los países subdesarrollados o en vías de desarrollo hacia los países desarrollados) como se tiende a pensar, pues los pacientes fluyen de un país desarrollado a otro desarrollado, de regiones desarrolladas a zonas en desarrollo, entre áreas en desarrollo o de éstas a regiones desarrolladas, etc.

## Ventajas e inconvenientes
Son muchas las posibilidades que ofrece esta práctica, pero es muy importante valorar sus pros y contras antes de tomar una decisión:
- Ventajas: es una alternativa para aquellas parejas que quieren ser padres, pero no pueden conseguirlo de forma natural y carecen de oportunidades para conseguirlo en su país de origen. Además, permite descubrir los encantos de un país extranjero al mismo tiempo.
- Inconvenientes: el desplazamiento conlleva unos costes difíciles de asumir para muchas familias. Asimismo, dependiendo del país de origen, del país de destino, de la nacionalidad, etc. los requisitos y la documentación necesarios para permanecer en el país, podrían suponer un problema.

## Tratamientos más demandados
- Donación de óvulos y semen: muchas pareja que se someten a tratamientos de reproducción asistida necesitan recurrir a gametos de donantes. En cambio, dependiendo del país la legislación en este sentido es muy diferente: hay países como Alemania que prohíben la donación de gametos, otros como España en los que se permite si la donación es anónima, o incluso Inglaterra en el que se permite la donación de gametos por un conocido.
- Gestación subrogada: está permitida en países como Canadá, Grecia, Rusia y algunos estados de EE. UU.. Permite que otra mujer ajena geste al bebé y lo entregue a los padres en el nacimiento.
- Diagnóstico genético preimplantacional: esta técnica se usa en pacientes con riesgo de transmitir enfermedades genéticas a su descendencia para evitar que ocurra. En países como Alemania está completamente prohibido, se considera toda manipulación del embrión como no ética. En Italia por ejemplo se puede realizar el DGP pero no se pueden destruir los embriones diagnosticados como enfermos, por lo que muchas personas no pueden permitirse el coste del mantenimiento de los mismos y deciden acudir a otros países.
- Selección del sexo del bebé: no está permitida en la mayoría de los países, siendo necesario realizar un DGP anteriormente. A pesar de ello, hay parejas que prefieren seleccionar el sexo del bebé, por lo que acuden a países como EE. UU., Bélgica o México en los que se permite.

## Legislación actual
Aunque este tipo de turismo médico se conoce desde 1990, hay muchos países que aun siguen luchando a nivel jurídico para que se legalice. Según sus defensores, la regulación restrictiva y prohibitiva de este tipo de prácticas tiene como objetivo proteger a la población de los riesgos asociados al mercado reproductivo: pérdida del anonimato de los padres biológicos donantes y explotación de los mismos, mercantilización de los bebés y los gametos donados, etc. Además, se apoyan en el principio de no comercialización, según el cual “el cuerpo humano y sus partes no deben, como tales, generar ganancias financieras”. Sin embargo, el aumento del turismo reproductivo ha revelado que las autoridades tienen serios problemas a la hora de regular los mercados reproductivos. De hecho, solo algunos gobiernos han logrado establecer un marco legal equilibrado para la regulación de estos asuntos, a menudo éticos y religiosos.
Actualmente se están explorando nuevas estrategias legales para solventar el problema, pudiéndose detectar cierta tendencia a la tolerancia tanto de los mercados como de los viajes reproductivos. Además, a pesar del desacuerdo entre los estados respecto a la regulación de estas prácticas, existe un consenso general sobre las consecuencias negativas y los efectos secundarios que traería la legalización de las mismas.
Uno de los principales inconvenientes de realizar tratamientos de fertilidad en el extranjero es que las garantías de seguridad y los marcos legales ya no pueden ser controlados por el estado de residencia de los demandantes. Además, el turismo reproductivo puede generar nuevas desigualdades sociales, especialmente cuando el país de destino es relativamente pobre.
Actualmente, las leyes que frenan los mercados reproductivos internacionales se han vuelto ineficaces o sin sentido. En contraposición, ha surgido una estrategia para fomentar la tolerancia, pero esta no se basa tanto en la legitimidad de dichos mercados, sino más bien en la inevitabilidad de los mismos.

## Turismo reproductivo y gestación subrogada
La gestación subrogada es uno de los tratamientos más demandados en el ámbito del turismo reproductivo. Sin embargo, la diferente regulación de este procedimiento en los distintos países genera, en muchas ocasiones, numerosos problemas burocráticos. Ejemplo de ello es el caso de las más de 30 familias españolas que quedaron "atrapadas" en Ucrania cuando viajaron al país para recoger a los bebés que habían tenido por gestación subrogada, en el verano de 2018. En concreto, el problema se produjo a raíz de que el Consulado español en Kiev, encargado de la inscripción y gestión de los pasaportes de los bebés nacidos mediante esta técnica, suspendiera todos los trámites. Por tanto, ninguna de las familias disponía de las documentación necesaria para traer a los bebés a España.
Para la tramitación de la gestación subrogada, el consulado español toma muestras de ADN del padre de intención y del bebé, las cuales son enviadas a un laboratorio en España para comprobar el vínculo biológico entre ambos. Una vez recibido el resultado, y siempre que sea positivo, se expende el pasaporte español al recién nacido. Por lo general, este proceso se prolonga durante unos tres meses. Finalmente, una vez en España, la madre de intención, previa renuncia de la gestarte, adopta al niño. Esto se hace así porque la legislación ucraniana sobre gestación subrogada, además de exigir que los padres de intención sean matrimonio, obliga a que el esperma utilizado en la fecundación sea del padre de intención (hecho que se comprueba mediante el mencionado análisis de ADN) y que el óvulo no sea de la madre gestante. 
En junio de 2018, el Consulado interrumpió esta actividad debido, según informaron a las familias, a un cambio en la reglamentación europea de protección de datos, que les impedía seguir llevando a cabo las pruebas de ADN y, con ello, la expedición de los pasaportes. Por su parte, el Gobierno Español negó que las paralizaciones estuvieran relacionadas con estas pruebas y aseguró que se debían a la necesidad de ser rigurosos con el estudio de cada caso, en los que se debe analizar que se cumple con la legislación local y nacional para evitar los casos de mala praxis médica, estafas y engaños. En concreto, se refería a la clínica Biotex, clausurada después de que las pruebas de ADN revelaran que una pareja italiana que tuvo un hijo por gestación subrogada no estaba vinculada genéticamente al niño.
No fue hasta septiembre de este mismo año cuando se retomó la tramitación de los pasaportes y las familias españolas españolas pudieron regular la situación de los menores y regresar con ellos a España.
La ineficacia de este procedimiento legal ya fue tema de debate en el Congreso de los Diputados en noviembre de 2017, cuando el director general de los Registros y del Notariado, Javier Gómez Gálligo, aseguró que lo ideal sería la regulación de este procedimiento en el máximo número de países posible. Según él mismo afirmó, de esta forma se podría «poner freno a una maternidad subrogada sin consentimiento», ya que la norma actual es solo una «pequeña instrucción» incapaz, entre otras cosas, de aportar datos en relación con el número de niños nacidos por gestación subrogada, pues muchos de los casos se camuflan como adopciones.